# アスキー (小惑星)
アスキー (3568 ASCII) は小惑星帯に位置する小惑星である。1936年にフランスのニース天文台でマルグリット・ロージェが発見した。
符号化文字集合"ASCII"、及び日本のマイクロコンピュータ総合誌『月刊アスキー』に因んで命名された。
命名は中野主一の提案であり、1988年4月2日に小惑星センターから公表された。
中野はスミソニアン天体物理観測所でこの小惑星の軌道を計算したことにより1987年に命名権を得た。
由来は中野が滞在費の一部を『月刊アスキー』への寄稿による報酬で賄っていた縁からである。